# Östliche Buschratte
Die Östliche Buschratte (Neotoma floridana) ist ein in Nordamerika lebendes Nagetier (Rodentia) aus der Familie der Wühler (Cricetidae).

## Merkmale
Erwachsene Östliche Buschratten erreichen eine Gesamtlänge von 305 bis zu 450 Millimetern, wovon der Schwanz 130 bis 180 Millimeter ausmacht. Sie wiegen zwischen 220 und 384 Gramm bei den Männchen sowie zwischen 174 und 260 Gramm bei den unbefruchteten Weibchen. Ihr langes, weiches Fell ist an der Oberseite bräunlich-grau, die Unterseite sowie die Füße sind weiß. Der Schwanz ist zweifarbig: oben dunkelbraun und unten weiß. Die Augen sind groß, schwarz und wirken prall. Die Zahnformel lautet I1/1-C0/0-P0/0-M3/3.

## Ähnliche Arten
Bei der Östlichen Buschratte ist der vordere Gaumendorn gegabelt und unterscheidet sich dadurch von ähnlichen Tieren aus der Gattung der Amerikanischen Buschratten (Neotoma).

## Verbreitung, Lebensraum und Gefährdung
Die Östliche Buschratte kommt mit mehreren Unterarten in der Mitte und im Südosten der USA verbreitet vor. Sie bewohnt bevorzugt Laubwälder in bergigen Gebieten. Im Gebirge wurde sie noch in einer Höhe von 1740 Metern gefunden. Zuweilen ist sie auch in Sümpfen in Küstengebieten anzutreffen. Die Art wird von der Weltnaturschutzorganisation IUCN als „Least Concern = nicht gefährdet“ klassifiziert. Eine Ausnahme bildet die in Key Largo in Florida isoliert lebende Unterart Neotoma floridana smalli, die  als „Critically Imperiled = kritisch gefährdet“ eingestuft wird. Ein Rückgang dieser Population ist auf die Besiedlung durch den Menschen und Bodendegradation des Lebensraums sowie auf Parasiten und Raubtiere zurückzuführen.

## Lebensweise

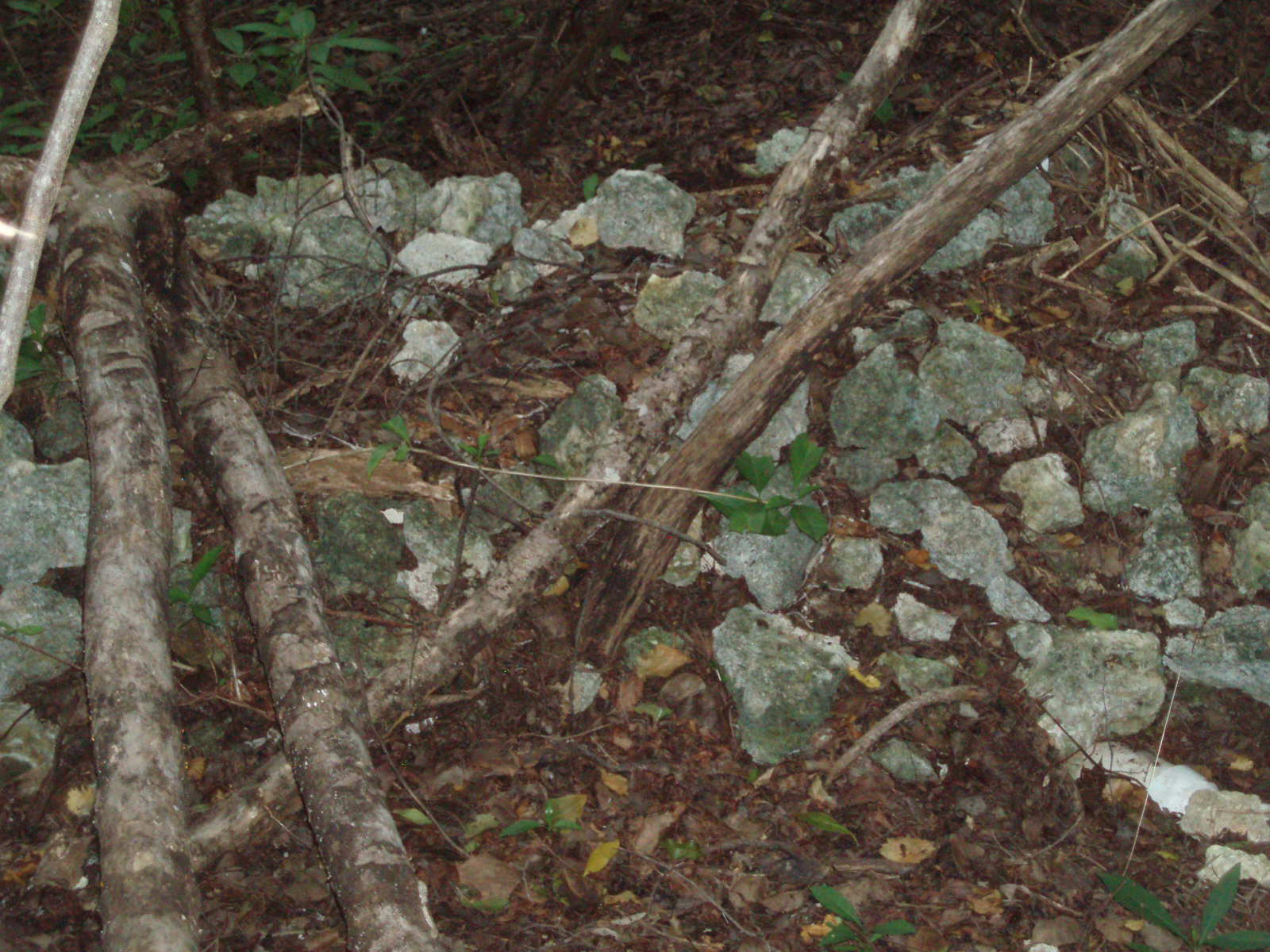
Mit Steinen abgedecktes Nest

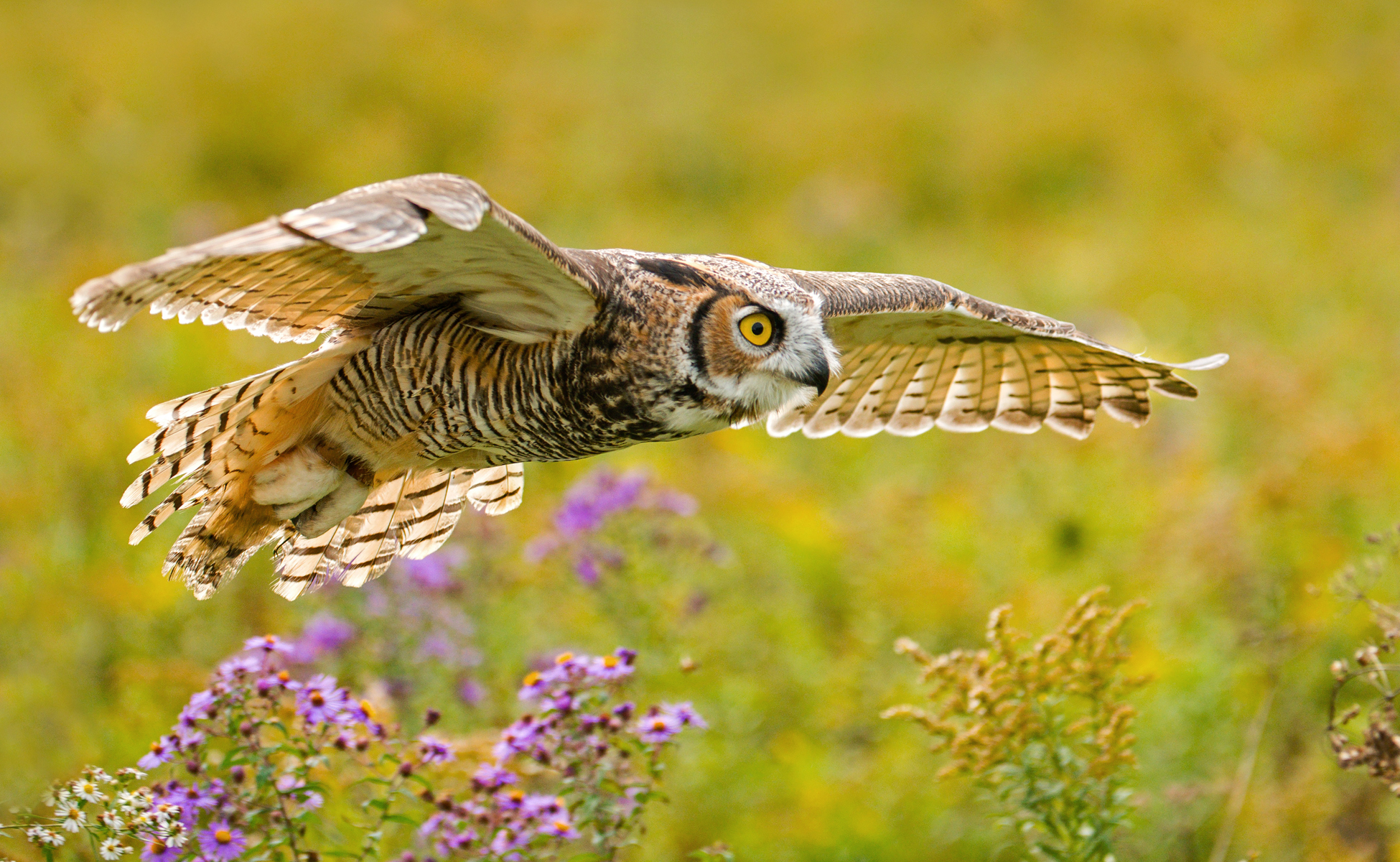
Virginia-Uhu, ein Hauptfressfeind

Die überwiegend dämmerungs- und nachtaktiven Östlichen Buschratten leben einzeln in Nestern, die aus verschiedenen Materialien am Boden errichtet werden und zuweilen wie ein Abfallhaufen (englisch: midden) wirken. Zum Schutz gegen größere Fressfeinde wird das Nest mit Steinen und kräftigen Stöcken abgedeckt. Die Nester werden meist über lange Zeiträume und  mehrere Generationen hindurch bewohnt und dabei weiter ausgebaut und aufgetürmt. Die Brutzeit dauert normalerweise von Februar bis August, selten gibt es Fälle von ganzjähriger Zucht. Die Weibchen werfen in der Regel einmal pro Jahr. Die Tragzeit beträgt ca. 33 bis 35 Tage. Nach der Geburt verbleiben die Jungen für einige Tage fest an den Zitzen der Mutter. Sie öffnen die Augen nach 15 bis 21 Tagen, nach vier Wochen beginnt die Entwöhnungsphase. Die Wurfgröße reicht von einem bis zu sechs Jungtieren.
Die Östliche Buschratte ernährt sich in erster Linie von Eicheln und Nüssen, die auch in großer Menge in ihren Nestern gelagert werde, so dass in den Monaten, in denen keine frischen Produkte verfügbar sind, dennoch ausreichende gehaltvolle Nahrung zur Verfügung steht. Untersuchungen von Kotpellets in Illinois ergab einen Anteil von Eicheln (Quercus) und Hickory-Nüssen (Carya) von 61 bis 67 %. Blätter, Knospen, Wurzeln, Pilze und Insekten machen nur einen kleinen Teil der Ernährung aus. Als in den Jahren 1964 und 1965 die Eichenbäume durch ein Massenauftreten von Raupen des nach Nordamerika eingeschleppten Schwammspinners (Lymantria dispar) im Mississippi-River-Becken stark geschädigt wurden und infolgedessen wenig Eicheln gebildet wurden, ging im Jahr 1966 die Population der Östlichen Buschratte dort stark zurück, hat sich inzwischen jedoch wieder erholt.
Fressfeinde der Östlichen Buschratte sind Langschwanzwiesel (Mustela frenata), Östlicher Fleckenskunk (Spilogale putorius), Erdnatter (Pantherophis obsoletus), Wald-Klapperschlange (Crotalus horridus) und Virginia-Uhu (Bubo virginianus), in dessen Gewöllen sich Reste Östlicher Buschratten fanden.